# 희승연
희승연(1963년 2월 13일 ~ )은 대한민국의 가수다. 1979년 김봉민과의 혼성 듀엣 "너랑나랑"으로 데뷔했으며 2006년에는 1집 앨범 [참사랑]으로 솔로로 데뷔했다.

## 방송
- 콘테스트M4 (2024) - 심사위원

## 음반
- 참 좋은 사랑 (2006)
- 구자경 골든 라이브 Vol.1 (2006)
- 구자경 골든 라이브 Vol.2 (2006)
- 인연, 안부, 용서 (2013)
- 숨비소리 (2021)
- 708090 추억의 음악카페 (2023)
- 지울 수 없는 사랑 (2023)

### 너랑나랑
- 너랑나랑 새노래 모음(그대와함께/하나) (1979)
- 너랑나랑 2집(희미한 얼굴들/꿈을 펼쳐라) (1981)
- 듀엣 너랑나랑 캠백 기획 앨범 (2018)